# Мстислав Давидович
Мстислав (у хрещенні Федір) Давидович (1193—1230) — князь смоленський (1219—1230), син Давида Ростиславича.

## Біографія
Після того як Володимир Рюрикович у 1219 році вирушив з Смоленська на південь, Мстислав Давидович як старший в роду смоленських князів, зайняв смоленський стіл.
Мстислав та його спадкоємці утвердились в Смоленську та, на відміну від своїх попередників, не намагались утвердитися у Києві. Справи півдня не цікавили Мстислава Давидовича, і єдиний випадок, коли він перебував в південній Русі — це участь, на вимогу Мстислава Романовича, в битві на Калці (1223 р.).
Постійні набіги литовців, у залежність від яких потрапила сусідня Полоцька земля, і неодноразова допомога, яку Мстислав Давидович надавав полочанам, дали йому можливість знову поширити вплив Смоленська на Полоцьк. У 1225 році він особисто здійснив похід проти литви, яка пустошила околиці Полоцька. Турбота про захист Полоцька від набігів литви ґрунтувалась не тільки на бажанні допомогти полочанам, а й на бажанні забезпечити мирне життя у власних володіннях: слабкість Полоцька могла загрожувати Смоленську постійною небезпекою з боку литовців і німців.
До 1226 р. відноситься великий набіг литви на Смоленську землю, відбитий переяславським князем Ярославом Всеволодовичем. На час князювання Мстислава Давидовича в Смоленську відноситься дипломатична діяльність Рольфа з Касселя і Тумаша Михайловича з Смоленська, які виробили Смоленську торгову правду 1229 р. У 1228 році від смоленського і полоцького князів були відправлені в Ригу посли для укладення торгового договору; за цим договором, який був написаний від імені Мстислава Давидовича, але був обов'язковим для Смоленська, Полоцька і Вітебська, єдиним суддею між німцями і руськими купцями визнавався Мстислав. Договір 1229 року попередньо обговорювався на віче, від якого представником і був відправлений до Риги соцький Пантелей.
Помер Мстислав Давидович у 1230 році. Відомостей про його дружину та потомків немає. На думку деяких дослідників сином Мстислава був смоленський та київський князь Ростислав Мстиславич.